# Szenzációs Négyes
A Szenzációs Négyes a RTL Klub show-műsora, melyben hazai hírességeknek eredeti hivatásuktól eltérő, vagy megegyező, különféle produkciókat kell betanulniuk és élő adásban előadniuk.
Az első évad legjobb generációja a 30+, az ország előadója pedig Kamarás Norbert lett.

## Versenyzők

### 20+
- Michl Juli
- Oláh Gergő
- Szabó Zsófia
- Szalay Bence

### 30+
- Kamarás Norbert
- Nagy Alexandra
- Szabó Simon
- Tóth Gabi

### 40+
- Fésűs Nelly
- Hajdu Steve
- Kökény Attila
- Koós Réka

### 50+
- Csonka András
- Keresztes Ildikó
- Magyar Attila
- Oszvald Marika

## Nézettség
| #  | Premier              | Nézettség                         |
| -- | -------------------- | --------------------------------- |
| 1. | 2018. szeptember 2.  | 757e (18,4%), 18-49: 238e (17%)   |
| 2. | 2018. szeptember 9.  | 619e (15,1%), 18-49: 196e (13,4%) |
| 3. | 2018. szeptember 16. | 589e (13,9%), 18-49: 194e (12,6%) |
| 4. | 2018. szeptember 23. | 551e (12,9%), 18-49: 155e (10,3%) |
| 5. | 2018. szeptember 30. | 529e (11,9%), 18-49: 176e (11,2%) |
| 6. | 2018. október 7.     | 609e (13,5%), 18-49: 206e (12,6%) |
| 7. | 2018. október 14.    | 505e (11,2%), 18-49: 176e (10,7%) |
| 8. | 2018. október 21.    | 408e (9%), 18-49: 143e (8,8%)     |
| 9. | 2018. október 28.    | 474e (10,4%), 18-49: 137e (8,3%)  |